# Дивізія А 1925—1926
Дивізія А 1925-26 — 14-ий сезон чемпіонату Румунії з футболу. Усі футбольні клуби країни були поділені на 11 регіональних ліг за територіальним принципом. Переможець кожної з ліг взяв участь у національному етапі. Титул вп'яте поспіль здобув Кінезул (Тімішоара).

## Команди
У змаганнях брав участь також клуби Хакоах із українських Чернівців та Фулгерул із молдовського Кишинева, які на той час були у складі Румунії.

## Національний етап
| Регіон    | Команда                      |
| Арад      | АМЕФ (Арад)                  |
| Бухарест  | Ювентус (Бухарест)           |
| Брашув    | Колця (Брашув)               |
| Чернівці  | Хакоах (Чернівці)            |
| Кишинів   | Фулгерул (Кишинів)           |
| Клуж      | Вікторія (Клуж)              |
| Крайова   | Краю Йован (Крайова)         |
| Орадя     | Стеруйнца (Орадя)            |
| Сату-Маре | Олімпія (Сату-Маре)          |
| Сібіу     | Соціататя Гімнастика (Сібіу) |
| Тімішоара | Кінезул (Тімішоара)          |

### Перший раунд
| Команда 1          | Рахунок | Команда 2            |
| ------------------ | ------- | -------------------- |
| 20 червня 1926     |         |                      |
| Ювентус (Бухарест) | 4:1     | Краю Йован (Крайова) |
| АМЕФ (Арад)        | 3:1     | Вікторія (Клуж)      |
| Стеруйнца (Орадя)  | 4:3     | Олімпія (Сату-Маре)  |

### 1/4 фіналу
| Команда 1                    | Рахунок | Команда 2           |
| ---------------------------- | ------- | ------------------- |
| 27 червня - 12 липня 1926    |         |                     |
| Соціататя Гімнастика (Сібіу) | 1:3     | Ювентус (Бухарест)  |
| Стеруйнца (Орадя)            | 0:5     | Кінезул (Тімішоара) |
| Хакоах (Чернівці)            | 0:1     | Фулгерул (Кишинів)  |
| АМЕФ (Арад)                  | 3:0     | Колця (Брашув)      |

### 1/2 фіналу
| Команда 1          | Рахунок  | Команда 2           |
| ------------------ | -------- | ------------------- |
| 18 липня 1926      |          |                     |
| АМЕФ (Арад)        | 2:5      | Кінезул (Тімішоара) |
| Ювентус (Бухарест) | 2:2; 4:1 | Фулгерул (Кишинів)  |

### Фінал
| Команда 1           | Рахунок | Команда 2          |
| ------------------- | ------- | ------------------ |
| 1 серпня 1926       |         |                    |
| Кінезул (Тімішоара) | 3:0     | Ювентус (Бухарест) |